# Kornsjø

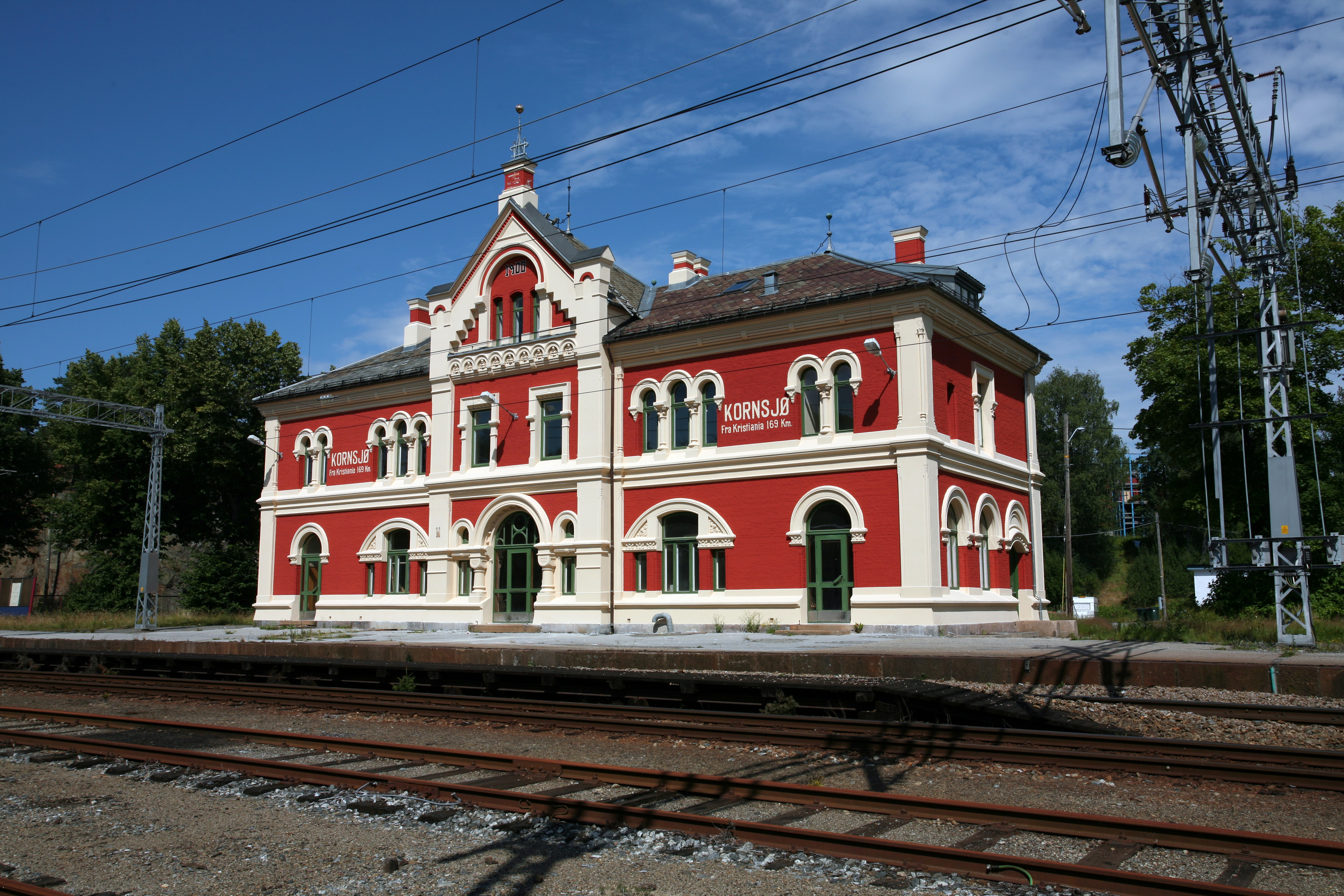
Dworzec kolejowy w Kornsjø

Kornsjø – wieś w gminie Halden w kraju Østfold w południowo-wschodniej Norwegii. Mieszka tu ok. 250 osób (2001).
Jest to wieś śródleśna, położona ok. 1 km od granicy norwesko-szwedzkiej, w specyficznym zakolu Norwegii, od trzech stron otoczonym przez terytorium Szwecji. We wsi znajduje się drogowe i kolejowe przejście graniczne (linia Østfoldbanen). Miejscowość leży przy trasie Halden-Ed.
Miejscowość rozwinęła się jako przygraniczna osada kolejowa, ze stacją Kornsjø, w drugiej połowie XIX wieku. Dawniej dokonywano tu zmiany personelu kolejowego. Obecnie stacja jest nieczynna.
Głównym zabytkiem Kornsjø jest różowo-biały budynek dawnego dworca kolejowego z 1900 roku, zaprojektowany w 1873 roku przez Paula A. Due (1835-1919). Naprzeciw niego znajduje się drewniany pawilon handlowy, a na zapleczu dawny drewniany hotel.